# ある恋の物語
「ある恋の物語」（あるこいのものがたり、西: Historia de un amor） は、ラテンのスタンダード・ナンバー。

## 概要
パナマ人のカルロス・エレータ・アルマラン　(Carlos Eleta Almarán) の作曲で、1955年に発表された。作曲者が書いた歌詞がつけられている。作曲者自身の妻を亡くした悲しみを歌った曲とされていたが、英語版ウィキペディアおよびスペイン語版ウィキペディアでは兄弟の妻の死の後に書かれた歌としている。1956年に、リベルタ・ラマルケ主演による同名のメキシコ映画の挿入歌となった。
トリオ・ロス・パンチョスを始め、数多くの歌手によりさまざまなスタイルでカバーされており、そのうち歌詞を書き直すこともある（例：中国語では少なくとも3曲のカバーがある）。ペレス・プラード楽団によるメロディだけの演奏もよく聴かれる。YouTubeなどでも、いくつかアップロードされている。
日本では、日本語の訳詞がつけられアイ・ジョージやザ・ピーナッツをはじめ、いろいろな歌手カバーしている。1959年の『第10回NHK紅白歌合戦』では、中原美紗緒によってこの曲が歌われている。

## カバー・再製作した主なアーティスト
- トリオ・ロス・パンチョス
- ペレス・プラード楽団
- トリニ・ロペス
- フリオ・イグレシアス
- ルイス・ミゲル
- ナナ・ムスクーリ
- アイ・ジョージ
- ザ・ピーナッツ
- 坂本スミ子
- 八代亜紀
- 布施明
- 小野リサ
- MAYA
- 稲垣潤一